# Tipula (Acutipula) amymona
Tipula (Acutipula) amymona is een tweevleugelige uit de familie langpootmuggen (Tipulidae). De soort komt voor in het Afrotropisch gebied.